# Trinitatis

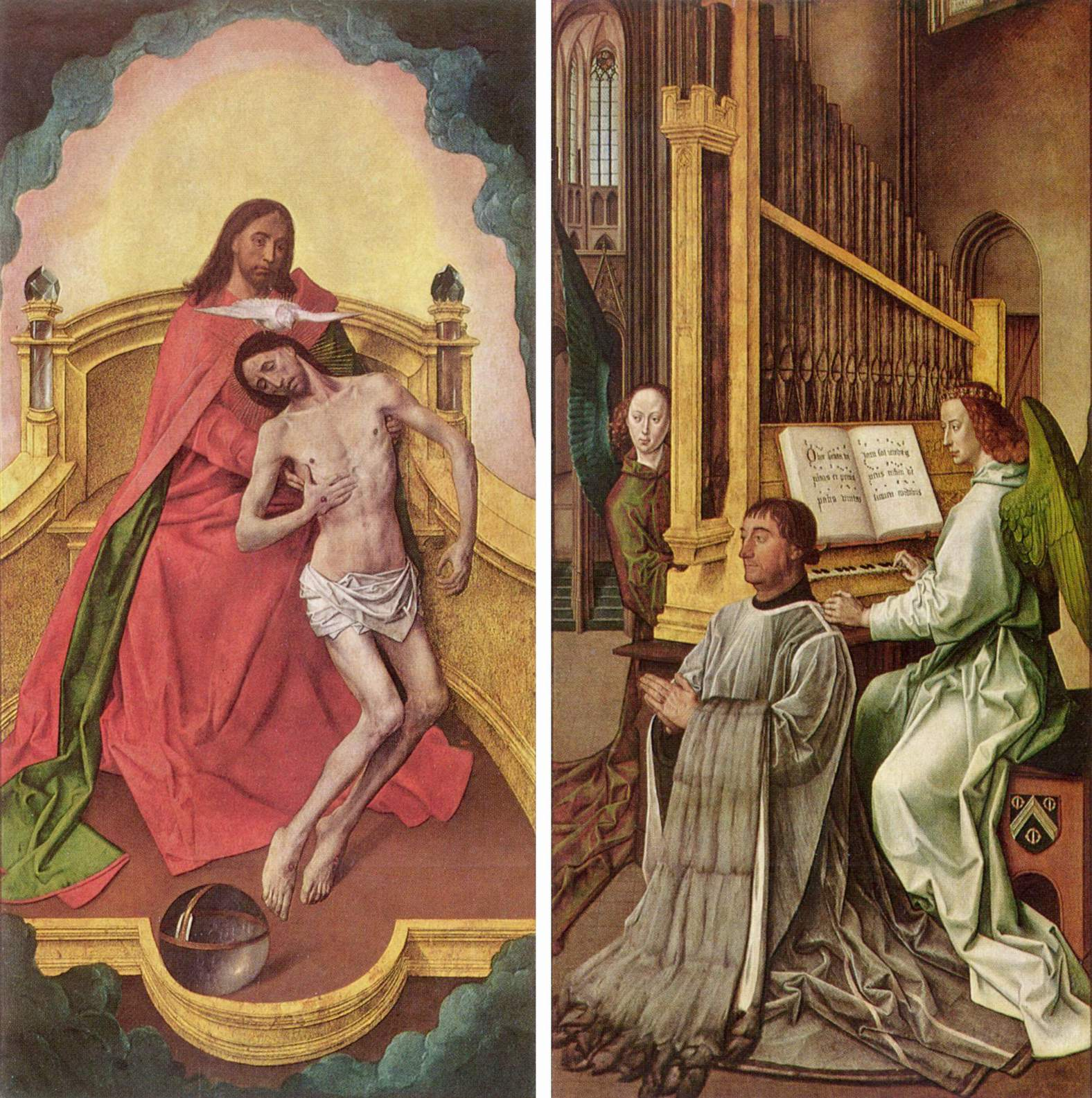
Hugo van der Goes: Diptychon der Anbetung der Dreifaltigkeit, etwa 1480

Trinitatis (lateinisch, Genitiv von trinitas ‚Trinität, Dreieinigkeit, Dreifaltigkeit‘) ist ein Fest im  Kirchenjahr, das in der Westkirche am ersten Sonntag nach Pfingsten begangen wird. Deutsche Bezeichnungen sind etwa Dreifaltigkeitssonntag oder Dreieinigkeitsfest.  Das lateinische Trinitatis ist durch eine Verkürzung entstanden (ähnlich wie bei Epiphanias): Der vollständige Name lautet Sollemnitas Trinitatis oder Festum Trinitatis, „[Hoch-]Fest der Dreifaltigkeit“. Im geltenden römisch-katholischen Calendarium Romanum Generale heißt der Sonntag Sollemnitas Sanctissimae Trinitatis („Hochfest der allerheiligsten Dreifaltigkeit“).
Bei den orthodoxen Kirchen gilt Pfingsten auch als Fest der Dreifaltigkeit; der Sonntag nach Pfingsten wird dort als Allerheiligenfest begangen. 
Das Fest, das um die Wende des ersten Jahrtausends in den französischen Benediktinerklöstern aufkam, wurde 1334 durch Papst Johannes XXII. in den römischen Generalkalender eingeführt und ist als Ideenfest der Verehrung der allerheiligsten Dreifaltigkeit gewidmet: Gott Vater, Sohn und Heiliger Geist. Bis zur Messbuchreform von 1969/70 war in der Messfeier die Präfation vom Trinitatisfest die übliche Sonntagspräfation.
Die Sonntage von Trinitatis bis zum Ende des Kirchenjahres werden in der evangelischen Kirche als Sonntage „nach Trinitatis“ gezählt. 

## Trivia
In den Konstitutionen der Zisterzienser wurde die Predigt im Kapitel zum Dreifaltigkeitsfest aufgrund der Schwierigkeit der Materie („propter difficultatem materiae“) für nicht angezeigt erklärt.

## Termin
Da auch der Termin für Trinitatis nach dem Osterdatum berechnet wird, ist der Termin für den Feiertag frühstens am 17. Mai und spätestens am 20. Juni.
Daten des Dreifaltigkeitssonntages in den Jahren von 2018 bis 2032:
- 2018: 27. Mai
- 2019: 16. Juni
- 2020: 7. Juni
- 2021: 30. Mai
- 2022: 12. Juni
- 2023: 4. Juni
- 2024: 26. Mai
- 2025: 15. Juni
- 2026: 31. Mai
- 2027: 23. Mai
- 2028: 11. Juni
- 2029: 27. Mai
- 2030: 16. Juni
- 2031: 8. Juni
- 2032: 23. Mai